# 陳兆焯
陳兆焯（1960年9月15日—），是正生會的營運總監和正生書院的校長，已移居英國。他曾以正生書院財困為由發起籌款，籌得超過五千萬港元，之後涉嫌將籌得的善款非法轉移海外，因此被香港警方通緝。

## 背景

### 早期生活
陳兆焯自小在九龍灣牛頭角一個公共屋邨長大，家有兩位兄長。他小學畢業於牛頭角天主教小學 ，曾就讀寧波公學。他在19歲時，即1979年，成為基督徒。同年於香港中學會考中取得數學科 B 級的成績。及後寄住在阿姨位於加拿大溫哥華的家，並在當地哥倫比亞國際學院讀中五及中六。陳兆焯於1981年升讀西三一大學（Trinity Western University）讀書，主修化學和數學。在他畢業前一年，即1984年，陳兆焯的父親中風。其大哥靠在工廠熨衫，二哥推銷五金，合力供他完成餘下一年的大學課程。他在1985年回港後，曾在香港中文大學擔任化學系教授李偉基的教學助理，協助做研究。不久他的母親中風，又發現惡性腦瘤且有癌細胞擴散的跡象，需要治療。令陳兆焯的經濟負擔增加。他於是在1986年到匯基書院任教物理、化學、電腦和數學等科目以攢錢為母親醫病。 至1992年再修畢香港中文大學教育學院教師教育文憑。

### 成立正生書院
1995年，陳兆焯加入基督教正生會擔任營運總監，並於後期成立正生書院，致力服務戒毒後的更生青年。4年後，陳氏入選香港十大傑出青年。在2003年至2007年期間，他修讀美國亞斯畢理神學院（Asbury Theological Seminary）神學博士學位。由他所成立的正生書院最初面對不少困難，例如因為是私校註冊而不獲教育局給予教育資助。後來，學校發展尚算順暢。
在2009年8月21日，傳媒揭發基督教正生會在福建武夷山開了一間旅遊公司，但旅遊公司是一間集夜總會、卡拉OK、足浴、色情按摩於一身的淫竇。另外正生會在國內投資逾3000萬港元，其資金主要來自香港正生書院的學費及住宿收入。接著，香港廉政公署介入和調查帳目，包括到陳兆焯的住所、正生書院和辦事處等地點檢走大批文件，期間沒有人被捕。半年後廉署以書面通知正生會正式終止調查，並無發現貪污違規等情況。原文網址: 正生會涉詐騙｜曾被指挪用書院學費經營色情場所　廉署查半年無果 | 香港01 https://www.hk01.com/article/982387?utm_source=01articlecopy&utm_medium=referral陳氏現時除了仍在正生書院擔任校長外，還有出書分享其教學的歷程。2016年，他獲香港教育學院頒授榮譽院士。

### 涉嫌串謀詐騙超過半億港元被香港警方通緝
2024年1月18日，香港警方拘捕四名正生會董事，指控他們串謀詐騙。據警方表示，這四名董事涉嫌將超過五千萬港元轉移到海外，而這些資金並未用於指定的慈善用途。同時，陳兆焯等數名已離港的涉案人士也被香港警方通緝。
隔日，正生會的成員林希聖在美國回應此事時表示：「人生自古誰無劫」。 
曾在正生書院任教長達14年的梁寶儀，在2024年1月時表示对陳兆焯信任，並指出正生書院過去曾受到抹黑，導致捐款額大幅下降，後来經過調查後被證實清白，當時她相信這次的事件也會是一樣的情況。2024月6月，梁寶儀再發文談正生書院，她指花了近一億元建成的新教學大樓，他們一天也沒住過，陳兆焯校長只表示「未弄到牌照」。新教學大樓三年都未能使用以學生生活，令有些捐獻者十分憤怒。林希聖和陳兆焯離開後，崔康常校監發現正生會的行政混亂，希望能撥回正軌，依照法規行事，但陳兆焯對崔說：「讓你來幫忙，不是接管。」談到林希聖和陳兆焯時，她說：「人在高位多年，心靈會不會變質？」並指正生書院的好同事陸續離職，當中有人帶著很深的傷痕離開，離開後少有舊同事回來探望正生。
陳兆焯在前年分別在英國和美國成立了正生會的分部，並贊助了英國慧妍社和YouTube團隊「綠豆」。 

## 家庭
1987年，陳兆焯與前九龍禮賢學校暨幼稚園校長劉斯嫦（Emily）結婚，二人於滙基書院教學時認識。他們育有一子陳以樂（Enoch），2009年時一家居住在九龍塘又一村。

## 參與電視節目
- 2009年：我的2009（無綫電視）[註 3]
- 2009年：香港力量（無綫電視）[註 4]
- 2009年：香港力量 II（無綫電視）[註 5]
- 2009年：星期日大班（Now寬頻電視）
- 2009年：霎時感動（無綫電視）[註 6]
- 2009年：今日VIP（無綫電視）[註 7]
- 2009年：薇微語（香港電台）[註 8]
- 2010年：蘇GOOD（無綫電視）
- 2011年：與CEO對話-2011先知先覺（香港電台）[註 9]
- 2015年：下一站諾富（亞洲電視）

## 個人訪問
- 2009年：《壹週刊》第994期 非常人語〈因衛詩之名 陳兆焯〉
- 2009年：《東周刊》第307期 【人物傳奇】

## 外部連結
- 漂亮的一仗 陳兆焯 （页面存档备份，存于）